# Friheden (Hvidovre)
 Der er flere lokaliteter med dette navn, se Friheden.
Friheden er en bydel i Storkøbenhavn, beliggende som en sydøstlig bydel i Hvidovre Kommune. Kommunen har 53.760 indbyggere  (2024). Friheden ligger i Strandmark Sogn. Fra Friheden er der ca. 9 kilometer til København Centrum.
Bydelens knudepunkter er Friheden Station, som benyttes af 7.000 passagerer hver dag, og Frihedens Butikscenter som er et butikscenter med varierede butikker/institutioner. Der findes flere skoler, fritidshjem og klubber i Friheden.
Frihedens bebyggelse består af først og fremmest af socialt boligbyggeri, der administreres af boligforeningerne AKB, KAB og Lejerbo.

## Frihedens Port
Frihedens Port, opstillet ved forpladsen til Friheden Station, er en skulptur fra 1981-82 af Hein Heinsen, Stig Brøgger & Mogens Møller og et omdiskuteret kunstværk blandt borgerne i kommunen. Værket illustrerer tematikken omkring forandring: Den regelrette betonport er en hentydning til det moderne bylandskab, som det ser ud nu, mens den rå gnejs-blok, der hviler på portens ene hjørne, er mere end 100 mio. år gammel og repræsenterer det utæmmede urfjeld.

## Sport
I Friheden Idrætscenter er der mange sportsgrene for både store og små, bl.a. håndbold, svømning og springgymnastik.
Ydermere dyrkes der vintersport som curling, ishockey og kunstskøjteløb.